# Рабство в Мавританії

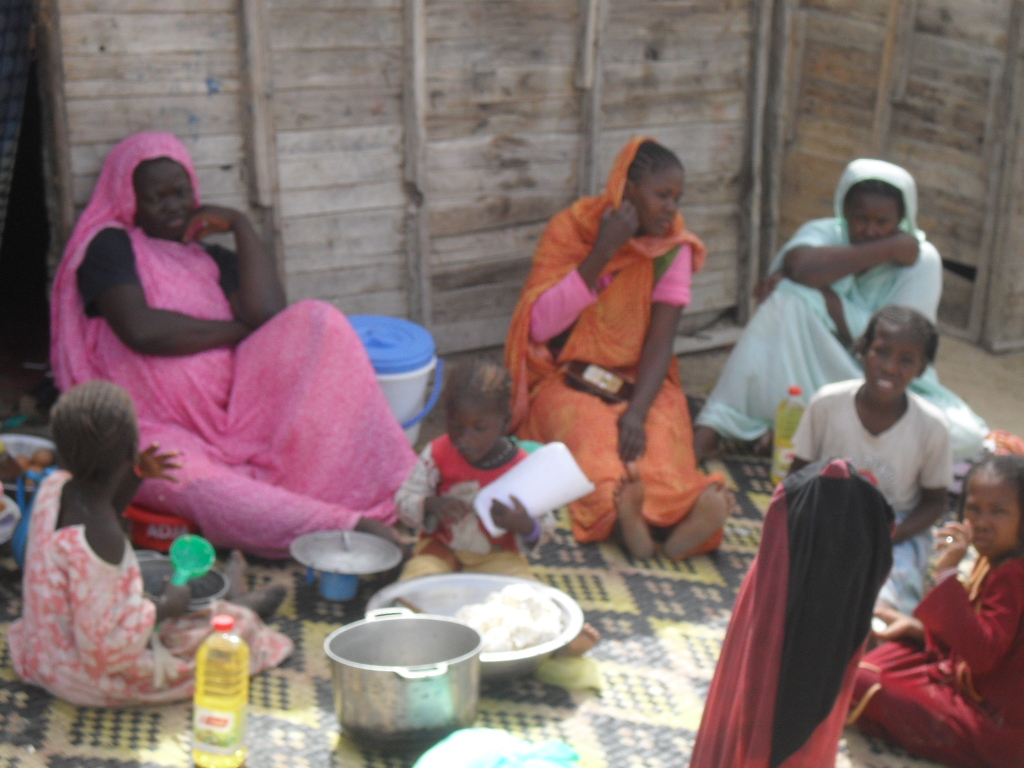
Навіть ставши вільними, багато з касти харатін залишаються фінансово залежними від колишніх господарів

Рабство в Мавританії було скасовано в 1981 році (Мавританія була останньою країною світу, де воно було досі дозволено), проте фактично продовжує існувати, незважаючи на заперечення з боку влади і спробу держави (знов) заборонити рабство у 2007 році. Нащадки поневолених багато поколінь тому чорних африканців складають касту харатін (харатин), якими володіють араби. Рабство є спадковим: діти рабів належать господарям своїх батьків, і навіть «звільнені» де-юре раби продовжують фактично рабське існування, не маючи можливості розпоряджатися заробленими грошима. Вперше спроба зробити рабство нелегальним була зроблена в 1905 році.
Кількість рабів у країні оцінюється в 600 000 чоловік, що складає 20 % населення (рабами є і діти, і жінки, і чоловіки), що становить найвищий відсоток у світі. Мавританський уряд при цьому заперечує існування рабів, і, хоча володіння рабами незаконне, примус до праці не є забороненим. Типові заняття рабів — робота в полі, догляд за худобою і прислуговування в будинку. Продажем води в країні зазвичай займаються саме раби.
З рабством бореться кілька організацій, включаючи «Аль-хор» (араб. (араб. الحر), «ІнІтак» (араб. (араб. إنعتاق), «SOS-есклав» (фр. (фр. SOS Esclaves) і невелика політична партія «Аксьон пур ле шанжман» (фр. (фр. Action pour le Changement), а уряд США, за повідомленнями президента аболіціоністської організації Free the Slaves Кевина Бейлза, навпаки, прагне замовчувати цю проблему. Уряд створив в 1999 році Комісаріат з прав людини, однак не відомо про жоден випадок яких-небудь дій з боку цього органу. Повідомляється про пособництво рабству з боку поліції, а також про ув'язнення активістів недержавних організацій, які займаються питаннями примусової праці і рабовласництва. Уряд заборонив використовувати слово «раб» у ЗМІ. За всю історію держави відповідальність поніс лише один рабовласник. Самі раби, за повідомленням лідера «SOS-ексклав», Абдела Нассера Оулда Етмана, який володів рабами в минулому, вважають свою долю вирішеною ще до народження і скептично ставляться до ідеї визволення.
У листопаді 2009 року в Мавританію прибула особлива місія ООН, яка провела оцінку ситуації з рабством в країні, згодом ці дані були передані Раді з прав людини у серпні 2010 року.